# マンチェスター・ピカデリー駅
マンチェスター・ピカデリー駅（マンチェスター・ピカデリーえき、英語: Manchester Piccadilly station）は、イギリスのマンチェスターにある主要駅のひとつ。開業は1842年で、現在はネットワーク・レールによって運営されている。
年間2000万人以上の利用客を誇る市内最大のターミナル駅であり、ロンドンや、グラスゴー、バーミンガム、カーディフなど、遠距離からの列車も多く発着している。プラットホームの総数は14で、頭端式のホームが12と、少し離れたところに1面2線の島式ホームがある。この島式ホームは、シェフィールドやマンチェスター空港から、リバプール方面へ抜ける唯一のホームであるため、他のホームと比較して発着数がかなり多い。
コンコースから階段を下った先には、メトロリンクの駅があり、市内中心部やヴィクトリア駅と接続している。

## 乗り入れ事業者と路線
マンチェスター・メトロリンク
マンチェスターを中心としたライトレール路線。
トランスポート・フォー・ウェールズ
ウェールズ方面への列車を運行。
マンチェスター - チェスター - Llandudno／ホーリーヘッド
マンチェスター - クルー - シュールズベリー - ヘレフォード - カーディフ - スウォンジー - 南西ウェールズ
イースト・ミッドランズ・レールウェイ
リバプール - マンチェスター - シェフィールド - ノッティンガム - ノリッジ
アヴァンティ・ウェスト・コースト
ロンドン・ユーストン駅とを結ぶウェスト・コースト本線の列車を運行している。
クロスカントリー
クロスカントリールートの列車を運行している。バーミンガムを経てブリストル、レディング、南部イングランド方面とをつなぐ。
ノーザン・トレインズ
マンチェスター近郊路線のローカル列車が中心。
トランスペナイン・エクスプレス
マンチェスター空港駅 - マンチェスター - プレストン - ランカスター - グラスゴー・セントラル駅／エディンバラ
マンチェスター空港／リバプール - マンチェスター - リーズ - ニューカッスル／ミドルズバラ／スカーボロー／ハル
マンチェスター空港　- マンチェスター - シェフィールド - ドンカスター　- Cleethropes

## 隣の駅
メトロ
■マンチェスター・メトロリンク
ピカデリー・ガーデンズ駅 - マンチェスター・ピカデリー駅 - ニュー・イズリントン駅
ナショナル・レール
■トランスポート・フォー・ウェールズ
マンチェスター・ピカデリー駅 - ストックポート駅
マンチェスター・オックスフォード・ロード駅 - マンチェスター・ピカデリー駅 - イースト・ディズベリー駅／マンチェスター空港駅
■クロスカントリー
マンチェスター・ピカデリー駅 - ストックポート駅
■イースト・ミッドランズ・レールウェイ
マンチェスター・オックスフォード・ロード駅 - マンチェスター・ピカデリー駅 - ストックポート駅
■トランスペナイン・エクスプレス
マンチェスター・オックスフォード・ロード駅 - マンチェスター・ピカデリー駅 - ガットリー駅／マンチェスター空港駅
シェフィールド駅／ストックポート駅 - マンチェスター・ピカデリー駅 - イースト・ディズベリー駅／マンチェスター空港駅
マンチェスター・ピカデリー駅 - スタリーブリッジ駅
■ノーザン・トレインズ
マンチェスター・オックスフォード・ロード駅 - マンチェスター・ピカデリー駅 - レブンシュルム駅／ストックポート駅
マンチェスター・オックスフォード・ロード駅 - マンチェスター・ピカデリー駅 - マルデス・ロード駅／バーナッジ駅／ガットリー駅／ヒールド・グリーン駅
マンチェスター・ピカデリー駅 - アシュベリーズ駅／レディッシュ・ノース駅
■アヴァンティ・ウェスト・コースト
マンチェスター・ピカデリー駅 - ストックポート駅

## ギャラリー

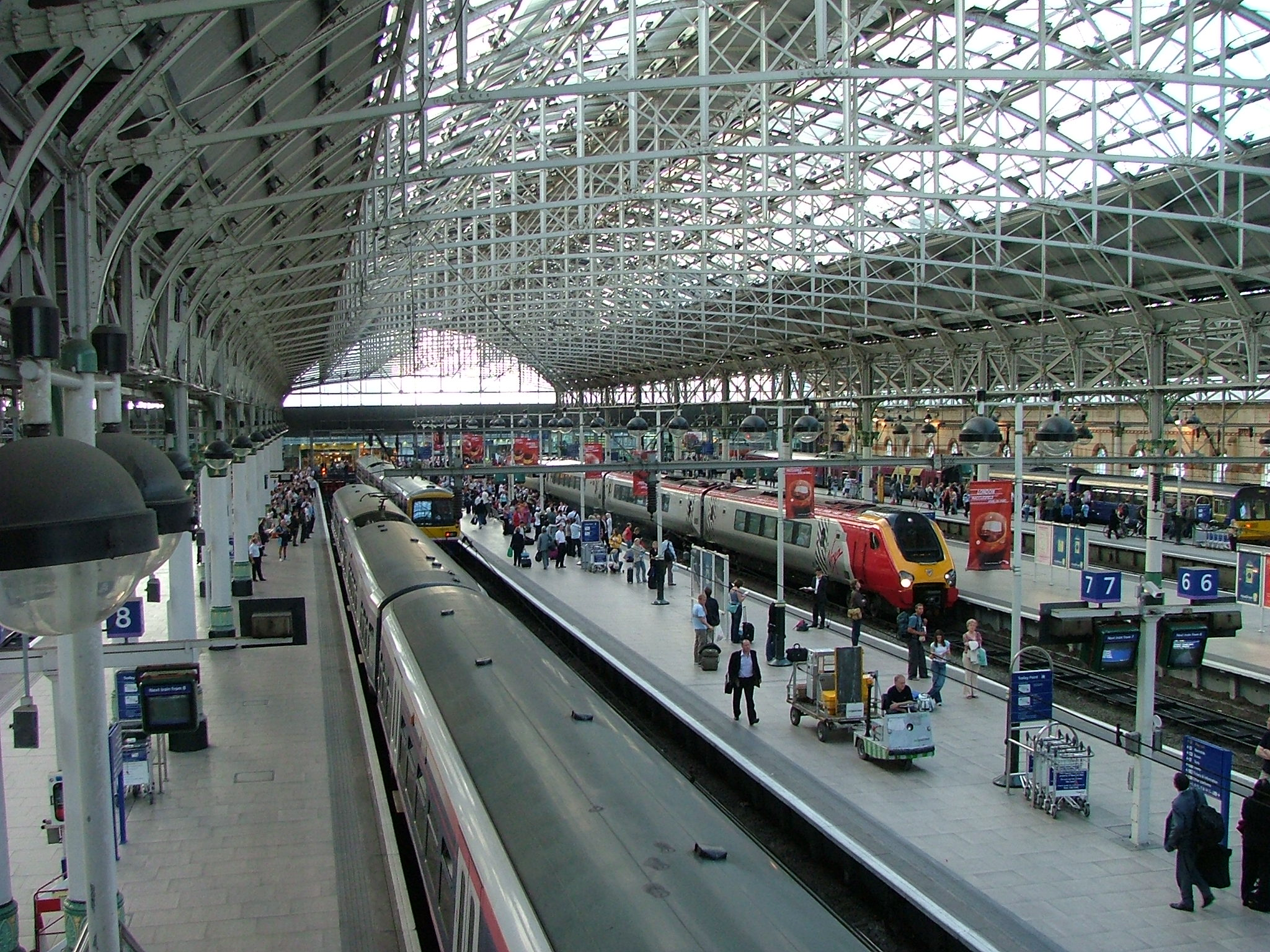
マンチェスター・ピカデリー駅構内